# Tula (tribu)

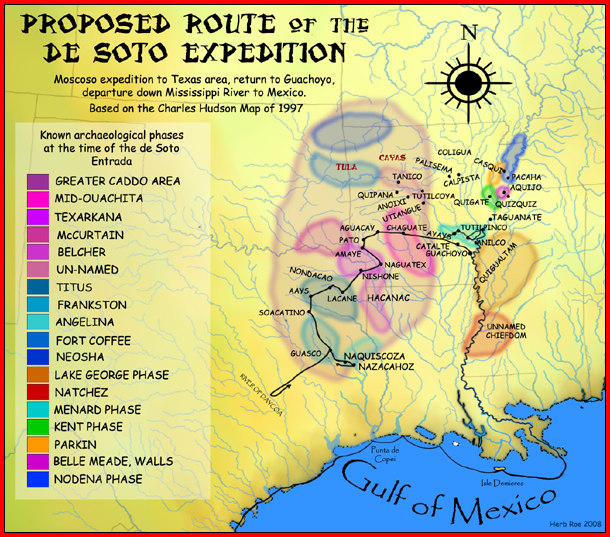
Ruta de De Soto a través de l'àrea caddo, amb les fases arqueològiques marcades

Els tula eren una tribu d'amerindis dels Estats Units que vivien a l'actual oest d'Arkansas. La paraula "tula" no és una paraula en la llengua caddo. La tribu i la província també eren coneguts com a Tulia.

## Història
Els tula són coneguts històricament només per les cròniques de l'expedició del conqueridor espanyol Hernando de Soto a l'interior d'Amèrica del Nord.
Els tula van ser possiblement un poble caddo, però això no és cert. Sobre la base de les descripcions dels diferents cronistes, la «província dels tula», o el seu país d'origen, poden haver estat a la capçalera dels rius Ouachita, Caddo, Little Missouri, Saline i Cossatot a Arkansas. També es creu que han viscut al nord de les muntanyes Ouachita a les valls Petit Jean i Fourche.
De Soto entrà en territori el 30 de setembre de 1541 vora l'actual Fort Smith (Arkansas) i xocaren violentament amb la tribu moltes vegades a començaments d'octubre de 1541. El seu secretari, Rodrigo Ranjel descriví els tula com a "el millor poble lluitador que els cristians han trobat". Una estàtua va ser erigida a finals del segle xx per commemorar els tula, però els estudiosos de De Soto sospiten que la ubicació de l'estàtua no es correspon amb la pàtria real dels tula. Es creu que els tula foren la primera banda caddo que va trobar als europeus.
Els cronistes espanyols del segle xvi van escriure que els tula practicaven la deformació craniana i es tatuaven la cara. Lluitaven amb llances llargues.
El jaciment arqueològic de Bluffton Mound (3YE15), 35-40 al sud-oest del riu Arkansas, és associat als tula. El jaciment és un centre is associated with the Tula. El jaciment és un monticle centre de la cultura del Mississipi caddo.
Swanton va suggerir que els tula foren assimilats a altres tribus kadohadacho, el que significa que els seus descendents estan registrats com a membres de la tribu reconeguda federalment Nació Caddo d'Oklahoma.